# Луций Минуций Базил
Лу́ций Мину́ций Бази́л (лат. Lucius Minucius Basilus (Satrianus); погиб летом 43 года до н. э.) — римский военачальник и политический деятель, претор 45 года до н. э., участник завоевания Галлии и гражданской войны. Стал одним из убийц Гая Юлия Цезаря.

## Происхождение
Луций Минуций принадлежал к плебейскому роду, возвысившемуся до консулата в 305 году до н. э. Предположительно именно он упоминается в трактате Марка Туллия Цицерона «Об обязанностях» как Марк Сатрий — «патрон Пиценской и Сабинской областей», усыновлённый по завещанию своим богатым дядей по матери Луцием Минуцием Базилом. При этом завещание, доставленное в Рим из Греции, было подделано «некими людьми», которые вписали наследниками себя, а сонаследниками сделали Марка Лициния Красса и Квинта Гортензия Гортала. В результате новоявленный Луций Минуций Базил получил от приёмного отца только имя.
По одной из версий, Луций Минуций мог приходиться племянником сенатору Марку Базилу, члену судебной коллегии, разбиравшей в 74 году до н. э. дело Оппианика.

## Биография
Свою карьеру Луций Минуций начал с квестуры, дата которой неизвестна. Позже он уехал в Галлию, где стал легатом в армии проконсула Гая Юлия Цезаря. Предположительно именно о нём пишет Марк Туллий Цицерон в 54 году до н. э. в письме к брату Квинту как о человеке, который собирается ехать в Галлию. В 53 году до н. э. Базил командовал конницей Цезаря в походе на эбуронов; он застиг их врасплох и разбил, но не смог взять в плен их вождя Амбиорига. В 52 году до н. э. Луций Минуций командовал легионом, расположившимся на зимние квартиры в землях ремов.
В гражданской войне, начавшейся в 49 году до н. э., Базил участвовал на стороне Цезаря. Летом 49 года он во главе легиона двинулся на помощь Гаю Антонию, осаждённому помпеянцами на острове Курикта в Адриатическом море. Вместе с ним в поход выступили Гай Саллюстий Крисп (тоже с легионом) и Квинт Гортензий Гортал, но все эти военачальники потерпели поражение. Луций Анней Флор сообщает, что Базил отправил на помощь Гаю Антонию, страдавшему от голода, плоты, но они были перехвачены врагом. В 48 году до н. э. Луций Минуций участвовал в боях под Диррахием, где командовал гарнизоном какого-то укрепления. По словам Аппиана, он был «сто двадцать раз уязвлён в щит, имел шесть ран на теле и лишился… глаза».
Базил трижды упоминается в письмах Цицерона периода пребывания в Брундизии (48—47 годы до н. э.). В ноябре 48 года до н. э. Цицерон просит своего друга Аттика написать Луцию Минуцию от его имени; в апреле 47 года до н. э. он обещает тому же Аттику, что напишет Базилу в Тарент, в мае упоминает выплаченные Луцием двенадцать тысяч сестерциев.
В 45 году до н. э. Базил получил от Цезаря денежную награду и претуру; при этом, по словам Диона Кассия, провинция ему не досталась, хотя он и имел на неё право как претор. Поэтому, даже будучи серьёзно болен, Луций Минуций примкнул к заговору, целью которого было убийство Цезаря. 15 марта 44 года до н. э. заговорщики (и в их числе Базил) закололи диктатора кинжалами на заседании сената. В тот же день Цицерон написал Луцию: «Поздравляю тебя; радуюсь за себя; люблю тебя; оберегаю твои дела; хочу быть любимым тобой и знать, что ты делаешь и что делается».
Об участии Базила в последующей политической борьбе ничего не известно: возможно, он отдалился от политики. Аппиан и Орозий сообщают, что Луций погиб примерно в одно время со своим товарищем по заговору Децимом Юнием Брутом Альбином, то есть летом 43 года до н. э. Его убили собственные рабы, которых он приказал кастрировать.